# Latinas flygbas
Latina är en italiensk militär flygplats med civil trafik under tillstånd. Latina är basen för "70° Stormo" (flygflottilj 70) som tränar upp militära piloter för flygvapnet men även för italienska Armén, italienska örlogsflottan, Guardia di Finanza och italienska polisen.
Flygflottiljen har tillgång till fyra olika slags flygplansvarianter: SIAI-Marchetti SF-260AM, SIAI-Marchetti SF-260AE, Aermacchi MB-339 och Piaggio P.166DL3. 
Flygplatsen är även bas för civil ambulanshelikopter verksamhet. Planer på att modifiera flygplantsen så att den kan ta emot kommersiellt flyg är under utveckling.

## Historik
Flygplatsen användes under andra världskriget för militära ändamål fram till 1943 och återanvändes igen år 1955 för militär flygträning.